# Listă de compuși anorganici

## Hidroxizi
- Apă – H2O
- Hidroxid de amoniu – NH4OH
- Hidroxid de litiu – LiOH
- Hidroxid de beriliu – Be(OH)2
- Hidroxid de sodiu – NaOH
- Hidroxid de magneziu – Mg(OH)2
- Hidroxid de aluminiu – Al(OH)3
- Hidroxid de potasiu – KOH
- Hidroxid de calciu – Ca(OH)2
- Hidroxid de titan(Acid titanic) – Ti(OH)4
- Hidroxid de fier – Fe(OH)2
- Hidroxid de cobalt (II) – Co(OH)2
- Hidroxid de nichel (II) – Ni(OH)2
- Hidroxid de cupru (II) – Cu(OH)2
- Hidroxid de zinc (II) – Zn(OH)2
- Hidroxid de galiu (II) – Ga(OH)2
- Hidroxid de rubidiu – RbOH
- Hidroxid de stronțiu – Sr(OH)2
- Hidroxid de zirconiu (IV) – Zr(OH)4
- Hidroxid de argint – AgOH
- Hidroxid de cadmiu – Cd(OH)2
- Hidroxid de staniu (II) – Sn(OH)2
- Hidroxid de cesiu – CsOH
- Hidroxid de bariu – Ba(OH)2
- Hidroxid de aur (III) – Au(OH)3
- Hidroxid de mercur (II) – Hg(OH)2
- Hidroxid de taliu (I) – TlOH
- Hidroxid de taliu (II) – Tl(OH)2
- Hidroxid de plumb (II) – Pb(OH)2
- Hidroxid de uraniu – U(OH)4
- Hidroxid de curiu – Cm(OH)3

## Carbonați
- Acid carbonic – H2CO3
- Carbonat de amoniu – (NH4)2CO3
- Carbonat de litiu – Li2CO3
- Carbonat de beriliu – BeCO3
- Carbonat de sodiu – Na2CO3
- Carbonat de magneziu – MgCO3
- Carbonat de aluminiu – AlCO3
- Carbonat de potasiu – K2CO3
- Carbonat de calciu – CaCO3
- Carbonat de mangan (II) –MnCO3
- Carbonat de fier –FeCO3
- Carbonat de cobalt (II) –CoCO3
- Carbonat de nichel (II) –NiCO3
- Carbonat de cupru (II) –CuCO3
- Carbonat de zinc –ZnCO3
- Carbonat de rubidiuRbCO3
- Carbonat de stronțiu
- Carbonat de argintAgCO3
- Carbonat de cesiuCsCO3
- Carbonat de bariu
- Carbonat de plumb
- Carbonat de bismut
- Carbonat de uraniu
- Carbonat de taliu (I) Ta CO3

### Bicarbonați
- Bicarbonat  de amoniu
- Bicarbonat  de sodiu
- Bicarbonat  de magneziu
- Bicarbonat de calciu
- Bicarbonat de potasiu
- Bicarbonat de aluminiu

## A
- Antimoniură de aluminiu – AlSb
- Arseniură de aluminiu – AlAs
- Azotat de aluminiu – Al(NO3)3
- Amoniac – NH3
- Azotat de amoniu – NH4NO3
- Acid arsenos – H3AsO3
- Acid arsenic – H3AsO4
- Azotat de bariu – Ba(NO3)2
- Azotat de beriliu – Be(NO3)2
- Acid boric – H3BO3

## B
- Bicarbonat de amoniu – NH4HCO3
- Bicarbonat de sodiu – NaHCO3
- Bromură de beriliu – BeBr2
- Boran – BH3 Diborane: B2H6, Pentaborane: B5H9 Decaborane: B10H14
- Borax – Na2B4O7·10H2O

## C
- Carbonat de sodiu
- Clorură de aluminiu – AlCl3
- Clorură de amoniu – NH4Cl
- Clorură de bariu – BaCl2
- Cromat de bariu – BaCrO4
- Carbonat de beriliu – BeCO3
- Clorură de beriliu – BeCl2
- Carbură de bor – B4C

## D
- Dioxid de sulf
- Dioxid de carbon

## F
- Fosfură de aluminiu – AlP
- Fluorură de aluminiu – AlF3
- Fluorură de beriliu – BeF2
- Fosfat de sodiu – Na3PO4

## H
- Hidroxid de aluminiu – Al(OH)3
- Hidroxid de amoniu – NH4OH
- Hidrură de stibiu – SbH3
- Hidrură de arsen – AsH3
- Hidroxid de bariu – Ba(OH)2
- Hidrură de beriliu – BeH2
- Hidroxid de beriliu – Be(OH)2

## I
- Iodură de bariu – BaI2
- Iodură de beriliu – BeI2

## N
- Nitrură de aluminiu – AlN
- Nitrură de beriliu – Be3N2
- Nitrură de bor – BN

## O
- Oxid de aluminiu – Al2O3
- Oxid de beriliu – BeO
- Oxid de bor – B6O
- Oxid de Mangan-MnO

## P
- Pentaclorură de stibiu – SbCl5
- Pentafluorură de stibiu – SbF5
- Pentafluorură de brom – BrF5
- Peroxid de hidrogen (H2O2)

## S
- Sulfat de aluminiu – Al2(SO4)3
- Sulfat de amoniu – (NH4)2SO4
- Sulfat de bariu – BaSO4
- Sulfat de beriliu – BeSO4
- Sulfit de beriliu – BeSO3

## T
- Oxid de stibiu (III) – Sb2O3
- Oxid de arsen (III) (Arsenic(III) oxide) – As2O3
- Titanat de bariu – BaTiO3
- Telurură de beriliu – BeTe
- Trioxid de bismut – Bi2O3
- Telurură de bismut – Bi2Te3
- Trioxid de bor – B2O3
- Triclorură de bor – BCl3
- Trifluorură de bor – BF3
- Trifluorură de brom – BrF3

## Z
- Ammonium cerium(IV) nitrate – (NH4)2Ce(NO3)6=Hexaazotatocerat(II) de amoniu
- Ammonium tetrathiocyanatodiamminechromate(III) – NH4[Cr(SCN)4(NH3)2]
- Beryllium borohydride – Be(BH4)2